# La Bible : Abraham et Isaac en route vers le lieu du sacrifice
La Bible : Abraham et Isaac en route vers le lieu du sacrifice est un tableau réalisé par le peintre soviétique Marc Chagall en 1931. Cette gouache sur carton représente Abraham et Isaac en marche, le premier un couteau et une bougie dans les mains. Elle est conservée au musée Marc-Chagall, à Nice.